# Enric Masip
Enric Masip Borrás (Barcelona, España, 1 de septiembre de 1969) es un exbalonmanista español, considerado como uno de los mejores jugadores españoles de todos los tiempos. Ocupaba la demarcación de central y desarrolló la mayor parte de su carrera deportiva en el F. C. Barcelona (1990–2004). Fue internacional absoluto y capitán de España entre 1989 y 2003, totalizando 205 partidos y 656 goles. Participó en dos Juegos Olímpicos, seis Mundiales y tres Europeos.

## Trayectoria

### Jugador
Se inició como jugador en las categorías inferiores del Balonmano Granollers. Jugó tres temporadas, entre 1987 y 1990, en el primer equipo del Balonmano Granollers, revelándose pese a su juventud como uno de los mejores centrales de la Liga ASOBAL.
En 1990 fichó por el F. C. Barcelona que entrenaba Valero Rivera. Desde el principio fue titular indiscutible y capitaneó un equipo conocido como «Dream Team», que en los años 1990 conquistó todos los títulos del balonmano español y europeo.
Se retiró como jugador en activo en 2004, debido a sus problemas en el pie derecho que arrastraba desde 2001, derivando a su vez constantes problemas con lesiones de espalda. Su último partido fue en febrero de ese año.

### Área técnica
Desde 2004 y hasta enero de 2013, trabajó profesionalmente en el FC Barcelona, inicialmente como uno de los responsables de la «Fundación FC Barcelona» y a partir de 2006, ocupaba el cargo de secretario técnico de la sección de balonmano.

## Selección nacional

### Categorías inferiores
Fue internacional con las categorías inferiores de la selección nacional, logrando consecutivamente en categoría júnior, dos subcampeonatos del mundo en 1987 en Rijeka ante la selección anfitriona de Yugoslavia y como anfitriones en 1989 en Pontevedra, ante la Unión Soviética, siendo Masip la sensación del campeonato junto al central soviético Dujshebaev.
Participaciones en fases finales
- Mundial Junior de Yugoslavia 1987: subcampeón.
- Mundial Junior de España 1989: subcampeón.

### Selección absoluta
Fue internacional absoluto y capitán de la selección española durante 14 años (1989–2003), con la que disputó 205 partidos y anotó 656 goles, siendo el décimo y quinto respectivamente, con más partidos y goles de la historia del combinado nacional. Disputó con España dos Juegos Olímpicos, seis Mundiales y tres Europeos. 
Hizo su debut con la selección absoluta el 27 de junio de 1989, con 18 años de edad, en el «Torneo Internacional Tres Naciones» que se disputó en Pamplona. Su última participación en una gran competición con la selección española, se produjo en el Mundial 2003 de Portugal, donde capitaneó a la selección nacional que concluyó en cuarta posición, tras perder tras dos prórrogas en semifinales contra Croacia. Fue elegido mejor central del campeonato.
Participaciones en fases finales
| - Mundial de Checoslovaquia 1990: quinto. - Juegos Olímpicos de Barcelona 1992: quinto. - Mundial de Suecia 1993: quinto. - Europeo de Portugal 1994: quinto. - Europeo de España 1996: subcampeón. - Mundial de Japón 1997: séptimo. | - Mundial de Egipto 1999: cuarto. - Europeo de Croacia 2000: tercero. - Juegos Olímpicos de Sídney 2000: tercero. - Mundial de Francia 2001: quinto. - Mundial de Portugal 2003: cuarto. |

## Palmarés

### Selección nacional
Absoluta
- Medalla de plata en el Europeo de España 1996.
- Medalla de bronce en el Europeo de Croacia 2000.
- Medalla de bronce en los Juegos Olímpicos de Sídney 2000.

Júnior
- Medalla de plata en el Mundial Junior de Yugoslavia 1987.
- Medalla de plata en el Mundial Junior de España 1989.

### Clubes
Nacional
- Liga ASOBAL (7): 1990/91, 1991/92, 1995/96, 1996/97, 1997/98, 1998/99, 1999/2000.
- Copa de SM el Rey (5): 1992/93, 1993/94, 1996/97, 1997/98, 1999/2000.
- Copa ASOBAL (5): 1994/95, 1995/96, 1999/2000, 2000/01, 2001/02.
- Supercopa de España (5): 1990/91, 1991/92, 1993/94, 1996/97, 1997/98.

Internacional
- Copa de Europa (6): 1990/91, 1995/96, 1996/97, 1997/98, 1998/99, 1999/2000.
- Recopa de Europa (2): 1993/94, 1994/95.
- Copa EHF (1): 2002/03.
- Supercopa de Europa (5): 1996/97, 1997/98, 1998/99, 1999/2000, 2003/04.
- Liga de los Pirineos (6): 1997, 1998, 1999, 2000, 2001, 2003.

### Distinciones individuales
- Mejor Lateral Izquierdo de la Liga ASOBAL (1): 2003
- Mejor Lateral Izquierdo del Mundial (1): 2003
- Medalla de Plata - Real Orden del Mérito Deportivo: 2006[14]
- Insignia de Oro y Brillantes de la Real Federación Española de Balonmano: 2009[15]
- En 2024 entró a formar parte de la I Edición del "Hall of Fame" (Salón de la Fama) de ASOBAL.

## Filmografía
- Retransmisión JRT (13/12/1987), «Primera final como internacional de Masip: Final Mundial Júnior 1987, YUG 28–26 ESP» en YouTube
- Retransmisión TVE-2 (01/02/2003), «Último partido como internacional de Masip: Semifinal Mundial Portugal 2003, ESP 37–39 CRO» en YouTube